# Wilhelm Raabe
Wilhelm Raabe (Eschershausen, 8 settembre 1831 – Braunschweig, 15 novembre 1910) è stato uno scrittore tedesco.

## Biografia
Dopo il ginnasio studiò filosofia all'Università di Wolfenbüttel, poi visse prima a Magdeburgo, dove lavorò in una libreria, quindi a Berlino, dove scrisse il suo primo racconto Die Chronik der Sperlingsgasse (La cronaca della Via del passero, 1857), con lo pseudonimo di Jacob Corvinus. Dal 1859 iniziò a viaggiare, a Dresda. Praga, Vienna, lungo il Reno, sul lago di Costanza.
Dal 1862 al 1870 visse a Stoccarda, a stretto contatto con l'ambiente letterario. Si trasferì quindi a Brunswick (Braunschweig), dove visse modestamente, mentre scemava nel pubblico l'interesse per le sue opere. Con alcuni amici qui fondò un circolo letterario. Scrisse racconti storici, ambientati all'epoca della Riforma protestante, della guerra dei trent'anni e delle guerre napoleoniche. Dal punto di vista spirituale si nota un'aderenza al pensiero di Schopenhauer e al pari di Nietzsche annuncia una umanità purificata.
Il mondo dei suoi romanzi e dei suoi numerosi racconti - che si inseriscono nella tradizione narrativa di Jean Paul e che rivelano influssi dickensiani - è quello piccolo borghese dei sentimenti repressi dietro una vita apparentemente tranquilla e mediocre.
I personaggi sono seguiti con un umorismo amaro ma non distruttivo, che svela una profonda partecipazione umana alle vicende narrate.
La trilogia è un'esaltazione discreta della libertà di coscienza, al di sopra di ogni evento esteriore che possa sopraffarla.

## Opere
- Die Chronik der Sperlingsgasse (La cronaca della Via del passero), 1857.
- Horacker, 1876.
- Deutscher Adel (Nobiltà tedesca; lavoro a sfondo sociale), 1870.
- Alte Nester (Vecchi nidi; lavoro a sfondo sociale), 1880.
- Unruhige Gäste (Ospiti irrequieti), 1886.

### Trilogia
- Der Hungerpastor (Il pastore della fame), 1864.
- Abu Telfan, 1868.
- Der Schüdderump (Il carro degli appestati), 1870.